# كعكة الزبدة

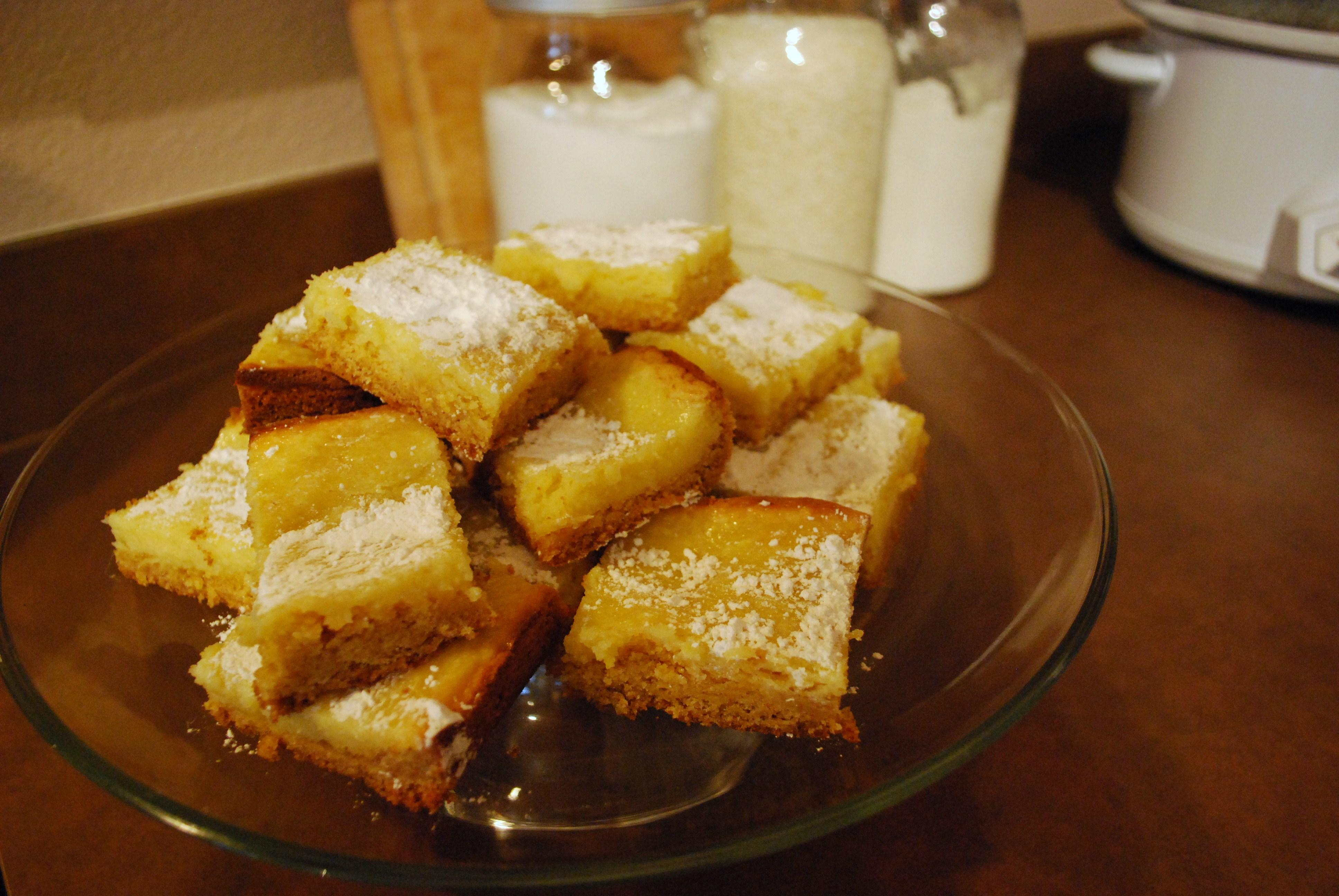
كعكة غوي باتر

كعكة الزبدة (بالإنجليزية: Butter cake) هي نوع من أنواع الكيك أحد مكوناتها الرئيسية هي الزبدة، ومن هنا جائت تسميتها. والمكونات الأساسية لكعكة الزبدة هي: الزبدة، والسكر، والبيض، والطحين، وعامل تخمير مثل مسحوق الخبيز أو بيكربونات الصوديوم. وتعتبر واحدة من الكعكات المثالية في الخَبز الأمريكي. نشأت كعكة الزبدة من كعكة الباوند الإنجليزية، والتي تستخدم عادة كميات متساوية من الزبد، والطحين، والسكر، والبيض لخبز كعكة ثقيلة وغنية.

## التاريخ
عند اختراع مسحوق الخبيز وغيرها من عوامل التخمير الكيميائية خلال القرن التاسع عشر، تم إستخدامها في وصفة كعكة الباوند التقليدية، الأمر الذي أدى إلى زيادة فعلية في مرونتها وأصبحت أخف وأكثر هشاشة، هذا التحويل في قوام كعكة الباوند التقليدية عند استخدام عوامل التخمير أسفر عن نشوء كعكة الزبدة الحديثة.

## الوصفة
الطريقة التقليدية لتحضير كعكة الزبدة هي بضرب الزبدة والسكر أولاً حتى يصبح القوام هش ويندمج الهواء في الزبدة. ثم يتم إضافة البيض تدريجياً، لتكوين مستحلب، تليها إضافة المكونات السائلة والجافة تدريجياً بشكل متناوب. وعادةً ما تكون كعكة الزبدة غنية ورطبة عند تخزينها بدرجة حرارة الغرفة، لكنها تميل إلى التصلب والجفاف وفقدان النكهة عند تبريدها. لذلك هي ليست صالحة للتحشية أو التغطية بالمواد التي يجب تبريدها، مثل التغطية بكريمة الجبنة وكريمة المعجنات.
الطريقة الحديثة لتحضير كعكة الزبدة هي بفصل صفار البيض عن البياض، ومن ثم في وعاء تضرب الزبدة، وصفار البيض والسكر معاً، حتى يصبح لون الخليط شاحباً مائلاً إلى البياض ثم يضاف إليه الطحين. وفي وعاء أخر يضرب بياض البيض حتى يصبح ذو ملمس وقوام رغوي أبيض كثيف ثلجي، بعدها يضاف خليط البياض إلى خليط الصفار والطحين ويقلب بهدوء من الأسفل إلى الأعلى حتى يمتزج الخليطين تماماً. ثم يصب الخليط الناتج في صينية فرن مبطنة بورق الزبدة أو ورق البرشمان. وتخبز في فرن على درجة حرارة 160 مئوية (تختلف مدة الخبز تبعاً لنوع الفرن المستخدم).